# Manchester Baby

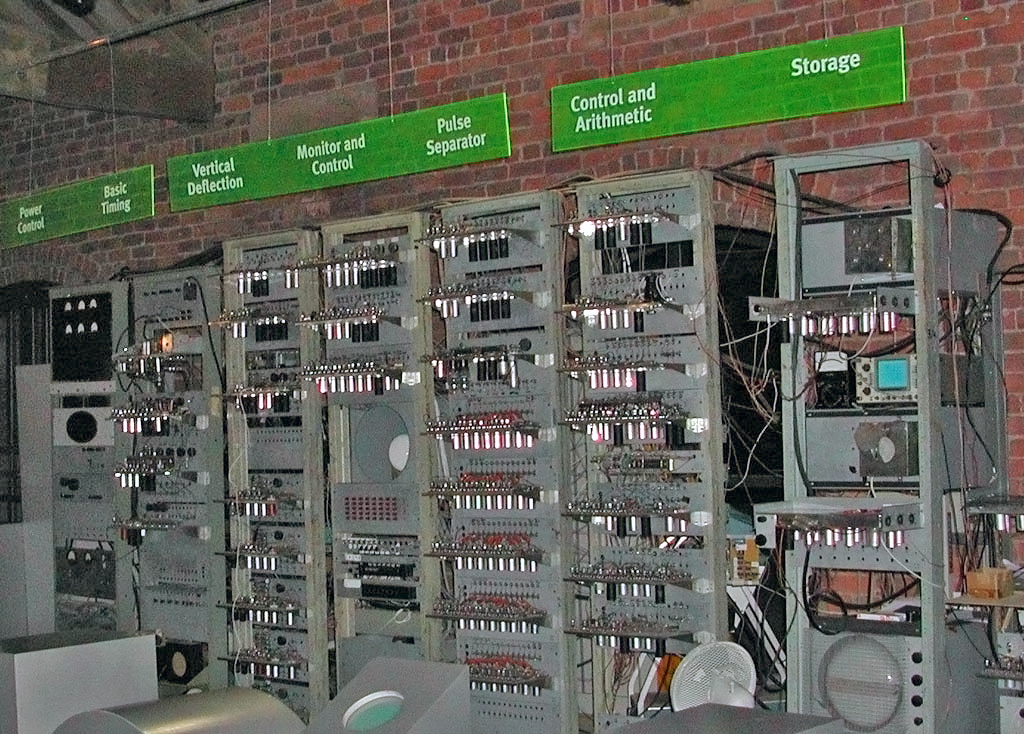
En replika av SSEM

Manchester Baby eller Manchester Small-Scale Experimental Machine (SSEM) var den första digitala programlagringsbara datorn. 
Projektet med Baby startades 1946 av Frederic Williams och Tom Kilburn vid Manchester University, England. Den 12 juni 1948 kunde man för första gången använda datorn för att göra beräkningar.
Även om de flesta uppslagsverk pekar på att Eniac var den första datorn, var skillnaderna mellan Baby och Eniac mycket stora. Eniac byggde på att själva programvaran skapades genom att ett stort antal sladdar kopplades om och omkopplingar gjordes manuellt. Dessutom var Eniac en decimal maskin.
Manchester Baby var således den första dator som kunde lagra sina egna instruktioner. Den byggde dessutom på ett binärt talsystem – med ettor och nollor. 